# RollerCoaster Tycoon 3D
RollerCoaster Tycoon 3D is het vierde bedrijfssimulatie- en strategiespel uit de RollerCoaster Tycoon-reeks. Het spel is ontwikkeld door n-Space, uitgegeven door Atari en beschikbaar voor Nintendo 3DS.
In het spel kan de speler 23 enge, zes rustige en vijf junior-attracties bouwen. Ook kan men 33 achtbanen bouwen, onderverdeeld in vijf houten en 28 stalen achtbanen.